# Liste des localités du comté de Troms
 (mars 2025).
Cet article recense les localités du comté de Troms, en Norvège selon le découpage en vigueur en 2010..
Pour les zones multilingues, les noms des localités en same et en kven sont également précisés.
Le découpage des comtés et des municipalités a été revu en 2017

## Villes
Trois localités de Troms possèdent le titre de villes :
- Finnsnes, kommune de Lenvik ;
- Harstad, kommune de Harstad ;
- Tromsø, kommune de Tromsø.

## Localités

### Balsfjord
Localités de la kommune de Balsfjord :
- Aursfjord (69° 16′ 13″ N, 18° 43′ 05″ E) ;
- Aursfjordgård (69° 18′ 12″ N, 18° 39′ 14″ E) ;
- Hamnvåg (69° 19′ 19″ N, 18° 46′ 41″ E) ;
- Kantornes (69° 22′ 38″ N, 19° 17′ 11″ E) ;
- Labukta (69° 27′ 06″ N, 18° 59′ 13″ E) ;
- Laksvatn (69° 22′ 33″ N, 19° 22′ 25″ E) ;
- Malangseidet (69° 23′ 19″ N, 18° 59′ 01″ E) ;
- Mestervik (69° 19′ 40″ N, 18° 55′ 28″ E) ;
- Middagsbukta (69° 20′ 38″ N, 19° 07′ 09″ E) ;
- Mortenshals (69° 24′ 00″ N, 18° 35′ 45″ E) ;
- Nordbynes (69° 19′ 55″ N, 18° 49′ 15″ E) ;
- Nordfjordbotn (69° 17′ 14″ N, 19° 00′ 20″ E) ;
- Nordkjosbotn / Gárgán (69° 13′ 02″ N, 19° 33′ 29″ E) ;
- Øvergård / Johkamohkki (69° 11′ 49″ N, 19° 45′ 02″ E) ;
- Sætermoen (69° 15′ 42″ N, 18° 11′ 53″ E) ;
- Sand (69° 23′ 28″ N, 18° 36′ 30″ E) ;
- Sandøyra (69° 20′ 36″ N, 19° 15′ 59″ E) ;
- Seljelvnes (69° 16′ 05″ N, 19° 24′ 48″ E) ;
- Sletta (69° 20′ 37″ N, 19° 10′ 14″ E) ;
- Slettmo (69° 19′ 01″ N, 19° 25′ 02″ E) ;
- Storbukta (69° 25′ 51″ N, 19° 03′ 26″ E) ;
- Storneset (69° 27′ 47″ N, 18° 58′ 17″ E) ;
- Storsteinnes (69° 14′ 26″ N, 19° 14′ 03″ E) ;
- Strupen (69° 09′ 25″ N, 19° 10′ 40″ E) ;
- Svartnes (69° 22′ 32″ N, 19° 07′ 07″ E).

### Bardu
Localités de la kommune de Bardu :
- Bardujord (68° 48′ 24″ N, 18° 31′ 58″ E) ;
- Bones (68° 38′ 42″ N, 18° 14′ 40″ E) ;
- Brandvoll (68° 49′ 47″ N, 18° 10′ 31″ E) ;
- Håkstad (68° 39′ 29″ N, 18° 12′ 29″ E) ;
- Hundtorp (68° 50′ 21″ N, 18° 23′ 52″ E) ;
- Innset (68° 39′ 32″ N, 18° 48′ 36″ E) ;
- Midtli (68° 50′ 39″ N, 18° 15′ 21″ E) ;
- Setermoen (68° 51′ 39″ N, 18° 20′ 54″ E) ;
- Strømsmoen (68° 45′ 42″ N, 18° 34′ 13″ E) ;
- Sundlia (69° 01′ 05″ N, 18° 29′ 06″ E).

### Berg
Localités de la kommune de Berg :
- Bergsbotn (69° 26′ 33″ N, 17° 25′ 23″ E) ;
- Ersfjord (69° 29′ 04″ N, 17° 24′ 26″ E) ;
- Finnsæter (69° 24′ 47″ N, 17° 15′ 17″ E) ;
- Hamn (69° 25′ 02″ N, 17° 09′ 44″ E) ;
- Mefjordbotn (69° 28′ 12″ N, 17° 41′ 06″ E) ;
- Mefjordvær (69° 31′ 07″ N, 17° 26′ 18″ E) ;
- Senjahopen (69° 29′ 46″ N, 17° 29′ 00″ E) ;
- Skaland (69° 26′ 40″ N, 17° 17′ 53″ E) ;
- Steinfjord (69° 27′ 38″ N, 17° 21′ 08″ E).

### Bjarkøy
Localités de la kommune de Bjarkøy :
- Altvika (68° 56′ 35″ N, 16° 40′ 30″ E) ;
- Austnes (68° 58′ 50″ N, 16° 33′ 25″ E) ;
- Fenes (68° 55′ 54″ N, 16° 38′ 17″ E) ;
- Meløyvær (69° 04′ 22″ N, 16° 30′ 16″ E) ;
- Nergården (68° 59′ 48″ N, 16° 32′ 00″ E) ;
- Nergårdshamn (68° 59′ 55″ N, 16° 34′ 19″ E) ;
- Sandsøy (68° 57′ 09″ N, 16° 39′ 29″ E).

### Dyrøy
Localités de la kommune de Dyrøy :
- Brøstadbotn (69° 05′ 19″ N, 17° 41′ 41″ E) ;
- Dyrøyhamn (69° 00′ 43″ N, 17° 26′ 06″ E) ;
- Espejord (69° 04′ 48″ N, 17° 32′ 20″ E) ;
- Espenes (69° 06′ 45″ N, 17° 45′ 02″ E) ;
- Finnland (69° 05′ 40″ N, 17° 39′ 51″ E) ;
- Hundstrand (69° 02′ 40″ N, 17° 36′ 52″ E) ;
- Langhamn (69° 03′ 46″ N, 17° 32′ 37″ E) ;
- Mikkelbostad (68° 59′ 42″ N, 17° 24′ 15″ E) ;
- Sæter (69° 03′ 30″ N, 17° 37′ 51″ E) ;
- Vinje (69° 00′ 35″ N, 17° 22′ 07″ E).

### Gáivuotna - Kåfjord
Localités de la kommune de Gáivuotna - Kåfjord :
- Birtavarre (69° 29′ 39″ N, 20° 50′ 00″ E) ;
- Djupvik (69° 45′ 09″ N, 20° 29′ 37″ E) ;
- Løkvollen (69° 32′ 28″ N, 20° 33′ 03″ E) ;
- Manndalen / Olmmáivággi (69° 31′ 23″ N, 20° 32′ 19″ E) ;
- Nordmannvik (69° 40′ 42″ N, 20° 30′ 06″ E) ;
- Olderdalen (69° 36′ 14″ N, 20° 31′ 57″ E) ;
- Samuelsberg (69° 33′ 05″ N, 20° 32′ 00″ E).

### Gratangen
Localités de la kommune de Gratangen :
- Åkeneset (68° 42′ 11″ N, 17° 28′ 59″ E) ;
- Årstein (68° 41′ 25″ N, 17° 32′ 32″ E) ;
- Elvenes (68° 40′ 18″ N, 17° 39′ 45″ E) ;
- Fjordbotn (68° 40′ 15″ N, 17° 42′ 57″ E) ;
- Fjordbotnmarka / Skuhppi (68° 39′ 48″ N, 17° 45′ 43″ E) ;
- Foldvik (68° 41′ 33″ N, 17° 25′ 30″ E) ;
- Hesjeberg (68° 43′ 47″ N, 17° 28′ 11″ E) ;
- Hilleshamn (68° 43′ 59″ N, 17° 16′ 12″ E) ;
- Laberg (68° 40′ 33″ N, 17° 30′ 25″ E) ;
- Lavik (68° 44′ 38″ N, 17° 25′ 59″ E) ;
- Myrlandshaugen (68° 46′ 24″ N, 17° 16′ 43″ E) ;
- Øse (68° 37′ 17″ N, 17° 39′ 02″ E) ;
- Selnes (68° 48′ 49″ N, 17° 25′ 06″ E).

### Harstad
Localités de la kommune de Harstad :
- Årbogen (68° 34′ 57″ N, 16° 29′ 58″ E) ;
- Åsegarden (68° 47′ 38″ N, 16° 26′ 13″ E) ;
- Aun (68° 52′ 53″ N, 16° 20′ 26″ E) ;
- Bessebostad (68° 53′ 20″ N, 16° 36′ 07″ E) ;
- Bjørnå (68° 53′ 00″ N, 16° 30′ 00″ E) ;
- Breivika (68° 44′ 46″ N, 16° 33′ 22″ E) ;
- Dale (68° 56′ 20″ N, 16° 21′ 13″ E) ;
- Ervika (68° 49′ 21″ N, 16° 28′ 58″ E) ;
- Fauskevåg (68° 40′ 02″ N, 16° 35′ 16″ E) ;
- Gausvik (68° 36′ 51″ N, 16° 31′ 00″ E) ;
- Grøtavær (68° 57′ 58″ N, 16° 16′ 41″ E) ;
- Kasfjord (68° 50′ 03″ N, 16° 21′ 18″ E) ;
- Kilbotn (68° 43′ 03″ N, 16° 32′ 00″ E) ;
- Kjøtta (68° 52′ 24″ N, 16° 41′ 44″ E) ;
- Lundenes (68° 52′ 48″ N, 16° 34′ 12″ E) ;
- Nordvika (68° 41′ 52″ N, 16° 33′ 55″ E) ;
- Sandtorg (68° 34′ 11″ N, 16° 31′ 18″ E) ;
- Sørvika (68° 41′ 06″ N, 16° 32′ 04″ E) ;
- Storvatnet (68° 39′ 11″ N, 16° 25′ 40″ E) ;
- Vika (68° 51′ 20″ N, 16° 29′ 05″ E).

### Ibestad
Localités de la kommune d'Ibestad :
- Å (68° 50′ 08″ N, 17° 11′ 09″ E) ;
- Åndervåg (68° 54′ 53″ N, 17° 10′ 38″ E) ;
- Ånstad (68° 49′ 59″ N, 17° 11′ 09″ E) ;
- Bolla (68° 50′ 07″ N, 17° 04′ 13″ E) ;
- Breivoll (68° 45′ 35″ N, 17° 08′ 54″ E) ;
- Engenes (68° 55′ 16″ N, 17° 08′ 06″ E) ;
- Fornes (68° 52′ 06″ N, 17° 28′ 14″ E) ;
- Forså (68° 44′ 37″ N, 16° 58′ 58″ E) ;
- Hamnvik (68° 46′ 41″ N, 17° 10′ 28″ E) ;
- Jektevika (68° 53′ 30″ N, 17° 25′ 22″ E) ;
- Klåpen (68° 55′ 37″ N, 17° 15′ 54″ E) ;
- Kråkrøhamn (68° 50′ 03″ N, 17° 22′ 45″ E) ;
- Laupstad (68° 52′ 07″ N, 17° 08′ 29″ E) ;
- Rollnes / Nuorta-Rállegeahci (68° 51′ 43″ N, 17° 02′ 33″ E) ;
- Sørrollnes / Orjješ-Rállegeahci (68° 43′ 42″ N, 16° 50′ 22″ E) ;
- Sørvika (68° 47′ 58″ N, 17° 12′ 55″ E) ;
- Straumen (68° 54′ 45″ N, 17° 11′ 42″ E).

### Karlsøy
Localités de la kommune de Karlsøy :
- Burøysund (70° 13′ 39″ N, 19° 43′ 44″ E) ;
- Dåfjorden (69° 59′ 15″ N, 19° 22′ 59″ E) ;
- Finnkroken (69° 50′ 06″ N, 19° 25′ 59″ E) ;
- Gammnes (69° 54′ 33″ N, 19° 28′ 50″ E) ;
- Grunnfjorden (69° 59′ 32″ N, 19° 33′ 37″ E) ;
- Hamre (70° 07′ 40″ N, 19° 42′ 19″ E) ;
- Hansnes (69° 58′ 00″ N, 19° 36′ 00″ E) ;
- Helgøy (70° 06′ 56″ N, 19° 22′ 11″ E) ;
- Hessfjord (69° 56′ 58″ N, 19° 28′ 11″ E) ;
- Kammen (70° 04′ 48″ N, 19° 42′ 28″ E) ;
- Karlsøy (70° 00′ 09″ N, 19° 53′ 21″ E) ;
- Kristoffervalen (70° 07′ 50″ N, 19° 59′ 29″ E) ;
- Mikkelvik (70° 03′ 59″ N, 19° 02′ 37″ E) ;
- Nordeidet (69° 55′ 22″ N, 19° 46′ 54″ E) ;
- Rebbenes (70° 03′ 08″ N, 18° 55′ 50″ E) ;
- Slettnes (70° 10′ 38″ N, 19° 54′ 20″ E) ;
- Stakkvik (69° 57′ 34″ N, 19° 41′ 14″ E) ;
- Steinnes (70° 02′ 40″ N, 19° 16′ 35″ E) ;
- Torsvåg (70° 14′ 11″ N, 19° 30′ 36″ E) ;
- Vannareid (70° 12′ 01″ N, 19° 36′ 18″ E) ;
- Vannavalen (70° 07′ 21″ N, 19° 58′ 26″ E) ;
- Vannvåg (70° 04′ 21″ N, 19° 58′ 55″ E).

### Kvæfjord
Localités de la kommune de Kvæfjord :
- Bogen (68° 39′ 41″ N, 15° 53′ 08″ E) ;
- Borkenes (68° 46′ 26″ N, 16° 10′ 26″ E) ;
- Bremnes (68° 51′ 51″ N, 16° 11′ 42″ E) ;
- Flesnes (68° 40′ 17″ N, 15° 54′ 46″ E) ;
- Gåra (68° 45′ 40″ N, 16° 14′ 33″ E) ;
- Hemmestad (68° 43′ 56″ N, 16° 03′ 27″ E) ;
- Hundstad (68° 44′ 56″ N, 16° 09′ 48″ E) ;
- Langvassbukta (68° 37′ 04″ N, 15° 45′ 37″ E) ;
- Moelva (68° 34′ 17″ N, 15° 49′ 40″ E) ;
- Øynes (68° 46′ 55″ N, 16° 03′ 55″ E) ;
- Revsnes (68° 40′ 44″ N, 16° 02′ 54″ E) ;
- Storjorda (68° 40′ 23″ N, 16° 20′ 59″ E) ;
- Straumen (68° 44′ 10″ N, 16° 14′ 39″ E) ;
- Utstrand (68° 48′ 40″ N, 16° 05′ 53″ E) ;
- Våtvoll (68° 34′ 15″ N, 15° 47′ 45″ E).

### Kvænangen
Localités de la kommune de Kvænangen :
- Alteidet (70° 01′ 44″ N, 22° 05′ 40″ E) ;
- Burfjord (69° 56′ 16″ N, 22° 03′ 07″ E) ;
- Jøkelfjord (70° 03′ 37″ N, 21° 52′ 10″ E) ;
- Kjækan (69° 46′ 44″ N, 22° 05′ 00″ E) ;
- Kvænangsbotn (69° 43′ 53″ N, 22° 04′ 45″ E) ;
- Olderfjord (70° 10′ 28″ N, 21° 28′ 56″ E) ;
- Reinfjord (70° 06′ 06″ N, 21° 35′ 58″ E) ;
- Seglvik (70° 12′ 17″ N, 21° 13′ 16″ E) ;
- Sekkemo (69° 50′ 14″ N, 21° 56′ 57″ E) ;
- Sørstraumen (69° 50′ 30″ N, 21° 51′ 36″ E) ;
- Spildra (69° 59′ 46″ N, 21° 40′ 55″ E) ;
- Storeng / Stuoragieddi (70° 00′ 29″ N, 22° 01′ 25″ E) ;
- Undereidet / Muotkkevuolli (69° 52′ 05″ N, 21° 58′ 50″ E) ;
- Valanhamn (69° 57′ 46″ N, 21° 31′ 23″ E).

### Lavangen
Localités de la kommune de Lavangen :
- Å (68° 47′ 01″ N, 17° 46′ 55″ E) ;
- Hesjevika (68° 45′ 41″ N, 17° 48′ 24″ E) ;
- Keiprød (68° 46′ 53″ N, 17° 38′ 01″ E) ;
- Låternes (68° 45′ 44″ N, 17° 45′ 55″ E) ;
- Lavangen (68° 46′ 20″ N, 17° 48′ 08″ E) ;
- Rød (68° 47′ 27″ N, 17° 45′ 50″ E) ;
- Røkenes (68° 46′ 26″ N, 17° 44′ 20″ E) ;
- Soløy (68° 46′ 33″ N, 17° 47′ 57″ E) ;
- Tennevoll (68° 44′ 49″ N, 17° 48′ 22″ E).

### Lenvik
Localités de la kommune de Lenvik :
- Aglapsvik (69° 27′ 46″ N, 18° 12′ 40″ E) ;
- Aspelund (69° 14′ 08″ N, 18° 10′ 33″ E) ;
- Bjorelvnes (69° 20′ 29″ N, 18° 05′ 16″ E) ;
- Bondjorda (69° 19′ 01″ N, 18° 02′ 55″ E) ;
- Botnhamn (69° 30′ 26″ N, 17° 54′ 10″ E) ;
- Bukkskinn (69° 21′ 28″ N, 18° 06′ 30″ E) ;
- Fagerli (69° 17′ 38″ N, 17° 46′ 35″ E) ;
- Finnfjord (69° 13′ 00″ N, 18° 05′ 10″ E) ;
- Finnfjordbotn / Vuotnabahta (69° 14′ 04″ N, 18° 05′ 38″ E|| 9300) ;
- Finnfjordeidet (69° 15′ 06″ N, 18° 10′ 08″ E) ;
- Fjordgård (69° 30′ 28″ N, 17° 37′ 43″ E) ;
- Gibostad (69° 21′ 18″ N, 18° 04′ 31″ E) ;
- Grasmyrskogen (69° 17′ 39″ N, 17° 47′ 17″ E) ;
- Grønjord (69° 24′ 48″ N, 18° 21′ 16″ E) ;
- Grunnvåg (69° 24′ 05″ N, 18° 02′ 34″ E) ;
- Husøy i Senja (69° 32′ 32″ N, 17° 39′ 45″ E) ;
- Indre Årnes (69° 24′ 39″ N, 17° 59′ 51″ E) ;
- Kårvikhamn (69° 23′ 38″ N, 18° 10′ 53″ E) ;
- Kvannåsen (69° 18′ 35″ N, 17° 53′ 04″ E) ;
- Langnes (69° 19′ 05″ N, 18° 13′ 34″ E) ;
- Laukhella (69° 15′ 10″ N, 17° 57′ 16″ E) ;
- Laukvik (69° 33′ 37″ N, 17° 53′ 56″ E) ;
- Leiknes (69° 18′ 30″ N, 18° 00′ 15″ E) ;
- Linberget (69° 20′ 41″ N, 18° 17′ 03″ E) ;
- Øyjord (69° 12′ 42″ N, 18° 04′ 39″ E) ;
- Rossfjordstraumen (69° 21′ 47″ N, 18° 18′ 49″ E) ;
- Silsand (69° 14′ 19″ N, 17° 56′ 20″ E) ;
- Skognes (69° 19′ 26″ N, 17° 54′ 03″ E) ;
- Sultindvik (69° 21′ 05″ N, 18° 29′ 10″ E) ;
- Tårnelvmoen (69° 18′ 49″ N, 18° 17′ 11″ E) ;
- Tennskjær (69° 28′ 34″ N, 18° 17′ 49″ E) ;
- Vågan ou Russevåg Nordre (69° 11′ 45″ N, 17° 56′ 41″ E) ;
- Vang (69° 28′ 29″ N, 18° 01′ 21″ E).

### Lyngen
Localités de la kommune de Lyngen :
- Beinsnes (69° 37′ 12″ N, 19° 50′ 34″ E) ;
- Furuflaten / Vuošvággi (69° 26′ 29″ N, 20° 09′ 14″ E) ;
- Jægervatn (69° 43′ 52″ N, 19° 51′ 16″ E) ;
- Karnes (69° 33′ 39″ N, 20° 13′ 09″ E) ;
- Kjosen (69° 34′ 59″ N, 20° 09′ 16″ E) ;
- Koppangen / Gohppi (69° 40′ 45″ N, 20° 15′ 45″ E) ;
- Kvalvik (69° 30′ 09″ N, 20° 12′ 15″ E) ;
- Lattervika (69° 47′ 04″ N, 19° 54′ 42″ E) ;
- Lenangsøyra (69° 48′ 56″ N, 19° 58′ 48″ E) ;
- Lyngseidet (69° 34′ 34″ N, 20° 13′ 07″ E) ;
- Lyngspollen (69° 29′ 04″ N, 20° 10′ 44″ E) ;
- Nord-Lenangen (69° 55′ 18″ N, 20° 09′ 38″ E) ;
- Nygårdstranda (69° 55′ 13″ N, 20° 09′ 50″ E) ;
- Polleidet / Taipale (69° 29′ 29″ N, 20° 11′ 49″ E) ;
- Rottenvik (69° 35′ 28″ N, 20° 16′ 37″ E) ;
- Sør-Lenangen (69° 49′ 09″ N, 20° 02′ 00″ E) ;
- Stigen (69° 34′ 44″ N, 20° 14′ 03″ E) ;
- Storsteinnes (69° 36′ 46″ N, 19° 52′ 49″ E) ;
- Straumen (69° 53′ 27″ N, 20° 09′ 41″ E) ;
- Svensby (69° 39′ 47″ N, 19° 48′ 57″ E).

### Målselv
Localités de la kommune de Målselv :
- Alappmoen (68° 59′ 46″ N, 19° 01′ 52″ E) ;
- Andselv (69° 03′ 55″ N, 18° 30′ 55″ E) ;
- Andslimoen (69° 05′ 26″ N, 18° 34′ 56″ E) ;
- Aursfjordbotn (69° 15′ 12″ N, 18° 41′ 05″ E) ;
- Bardufoss (69° 03′ 52″ N, 18° 30′ 54″ E) ;
- Eidet (69° 19′ 14″ N, 18° 33′ 53″ E) ;
- Fossmoen (69° 02′ 44″ N, 18° 35′ 38″ E) ;
- Heggelia (69° 02′ 40″ N, 18° 30′ 37″ E) ;
- Holt (69° 01′ 01″ N, 19° 24′ 48″ E) ;
- Karlstad (69° 12′ 48″ N, 18° 28′ 12″ E) ;
- Keianes (69° 16′ 18″ N, 18° 41′ 46″ E) ;
- Kirkesjorda (68° 53′ 21″ N, 19° 03′ 26″ E) ;
- Målsnes (69° 19′ 31″ N, 18° 32′ 20″ E) ;
- Moen (69° 07′ 49″ N, 18° 36′ 44″ E) ;
- Olsborg (69° 08′ 40″ N, 18° 35′ 37″ E) ;
- Øverbygd (69° 01′ 27″ N, 19° 17′ 45″ E) ;
- Rossvoll (69° 11′ 27″ N, 18° 29′ 24″ E) ;
- Rundhaug (69° 01′ 12″ N, 18° 53′ 53″ E) ;
- Skjold (69° 01′ 27″ N, 19° 17′ 45″ E).

### Nordreisa
Localités de la kommune de Nordreisa :
- Bakkeby (69° 51′ 02″ N, 20° 51′ 05″ E) ;
- Hamneidet (69° 55′ 44″ N, 20° 57′ 32″ E) ;
- Hamnnes / Gárgu (69° 47′ 18″ N, 20° 34′ 01″ E) ;
- Liland (69° 36′ 18″ N, 21° 15′ 11″ E) ;
- Nordkjosbotn (69° 47′ 36″ N, 21° 03′ 02″ E) ;
- Oksfjordhamn (69° 54′ 32″ N, 21° 19′ 44″ E) ;
- Rotsund (69° 46′ 39″ N, 20° 35′ 22″ E) ;
- Sappen (69° 33′ 33″ N, 21° 17′ 53″ E) ;
- Sørkjosen (69° 47′ 09″ N, 20° 57′ 01″ E) ;
- Storslett (69° 46′ 04″ N, 21° 01′ 28″ E) ;
- Straumfjordnes (69° 52′ 34″ N, 21° 12′ 16″ E).

### Salangen
Localités de la kommune de Salangen :
- Dalen i Salangen (68° 52′ 53″ N, 17° 41′ 12″ E) ;
- Håkavika (68° 52′ 23″ N, 17° 36′ 10″ E) ;
- Laberg (68° 51′ 40″ N, 17° 49′ 00″ E) ;
- Lavangnes (68° 49′ 46″ N, 17° 29′ 41″ E) ;
- Magesås (68° 55′ 07″ N, 17° 43′ 39″ E) ;
- Melen (68° 53′ 32″ N, 17° 48′ 18″ E) ;
- Otterå (68° 51′ 59″ N, 17° 47′ 08″ E) ;
- Rotvika (68° 53′ 37″ N, 17° 40′ 52″ E) ;
- Røyrbakken (68° 57′ 57″ N, 17° 45′ 28″ E) ;
- Seljeskogen (68° 54′ 25″ N, 17° 51′ 56″ E) ;
- Sjøvegan (68° 52′ 21″ N, 17° 50′ 50″ E) ;
- Skårvika (68° 53′ 26″ N, 17° 48′ 10″ E) ;
- Sommarsetet (68° 52′ 10″ N, 17° 44′ 15″ E).

### Skånland
Localités de la kommune de Skånland :
- Bakkejorda (68° 39′ 19″ N, 17° 14′ 01″ E) ;
- Bø (68° 34′ 06″ N, 16° 37′ 30″ E) ;
- Boltåsen (68° 32′ 03″ N, 16° 41′ 33″ E) ;
- Breidstrand (68° 32′ 38″ N, 16° 37′ 48″ E) ;
- Elvebakken (68° 41′ 50″ N, 16° 55′ 47″ E) ;
- Evenskjer (68° 35′ 05″ N, 16° 34′ 31″ E) ;
- Grovfjord/Grov (68° 40′ 51″ N, 17° 07′ 32″ E) ;
- Lavangen (68° 31′ 59″ N, 16° 37′ 21″ E) ;
- Løksa (68° 55′ 39″ N, 17° 38′ 57″ E) ;
- Løksebotn (68° 56′ 10″ N, 17° 42′ 59″ E) ;
- Renså (68° 41′ 10″ N, 16° 54′ 46″ E) ;
- Sandemarka / Sáttiidvuopmi (68° 38′ 57″ N, 16° 51′ 00″ E) ;
- Sandstrand (68° 40′ 41″ N, 16° 47′ 11″ E) ;
- Steinsland (68° 36′ 56″ N, 16° 34′ 48″ E) ;
- Tovik (68° 40′ 45″ N, 16° 52′ 10″ E) ;
- Trøsemarka / Vuopmegeahci (68° 33′ 59″ N, 16° 45′ 36″ E).

### Skjervøy
Localités de la kommune de Skjervøy :
- Akkarvik (70° 03′ 51″ N, 20° 29′ 33″ E) ;
- Arnøyhamn (70° 03′ 09″ N, 20° 37′ 55″ E) ;
- Årviksand (70° 11′ 38″ N, 20° 31′ 10″ E) ;
- Lauksletta (70° 08′ 17″ N, 20° 45′ 51″ E) ;
- Lauksundskaret (70° 04′ 43″ N, 20° 46′ 34″ E) ;
- Nikkeby (70° 04′ 02″ N, 20° 49′ 50″ E) ;
- Skjervøy (70° 01′ 52″ N, 20° 58′ 17″ E) ;
- Uløybukt (69° 51′ 29″ N, 20° 41′ 11″ E) ;
- Vorterøyskagen (69° 59′ 10″ N, 20° 38′ 31″ E).

### Sørreisa
Localités de la kommune de Sørreisa :
- Djupvåg (69° 10′ 12″ N, 18° 06′ 57″ E) ;
- Furøy (69° 09′ 44″ N, 18° 05′ 31″ E) ;
- Gottersjord (69° 09′ 39″ N, 18° 07′ 12″ E) ;
- Grunnreisa (69° 10′ 43″ N, 18° 04′ 15″ E) ;
- Hemmingsjord (69° 11′ 49″ N, 18° 04′ 02″ E) ;
- Rabbåsen (69° 04′ 38″ N, 18° 11′ 41″ E) ;
- Reinelv (69° 12′ 25″ N, 18° 15′ 02″ E) ;
- Skøelva (69° 07′ 54″ N, 18° 03′ 01″ E) ;
- Smørsgård (69° 08′ 49″ N, 18° 03′ 22″ E) ;
- Sørreisa / Orjješ-Ráisa (69° 08′ 42″ N, 18° 09′ 10″ E).

### Storfjord
Localités de la kommune de Storfjord :
- Apaja (69° 22′ 19″ N, 20° 13′ 41″ E) ;
- Elsnes (69° 20′ 12″ N, 20° 03′ 03″ E) ;
- Elvevoll (69° 20′ 23″ N, 19° 57′ 46″ E) ;
- Hatteng (69° 16′ 14″ N, 19° 57′ 33″ E) ;
- Horsnes (69° 19′ 30″ N, 20° 01′ 02″ E) ;
- Oteren / Cavkkus (69° 15′ 19″ N, 19° 53′ 02″ E) ;
- Rasteby (69° 23′ 35″ N, 20° 07′ 24″ E) ;
- Røykeneset / Ruikat / Ruikkatanniemi (69° 24′ 55″ N, 20° 15′ 29″ E) ;
- Sandøra (69° 19′ 16″ N, 19° 57′ 27″ E) ;
- Skibotn / Ivgobahta (69° 23′ 27″ N, 20° 16′ 02″ E).

### Torsken
Localités de la kommune de Torsken :
- Flakstadvåg (69° 11′ 30″ N, 17° 03′ 18″ E) ;
- Grunnfarnes (69° 18′ 09″ N, 16° 58′ 38″ E) ;
- Gryllefjord (69° 21′ 46″ N, 17° 03′ 10″ E) ;
- Kaldfarnes (69° 17′ 02″ N, 17° 01′ 40″ E) ;
- Medby (69° 16′ 53″ N, 17° 03′ 32″ E) ;
- Sifjord (69° 17′ 07″ N, 17° 08′ 51″ E) ;
- Torsken (69° 20′ 19″ N, 17° 06′ 19″ E).

### Tranøy
Localités de la kommune de Tranøy :
- Å (69° 04′ 44″ N, 16° 59′ 59″ E) ;
- Brygghaug (69° 14′ 15″ N, 17° 36′ 51″ E) ;
- Kampevoll (69° 12′ 09″ N, 17° 30′ 39″ E) ;
- Rødsand (69° 08′ 10″ N, 17° 01′ 25″ E) ;
- Rubbestad (69° 09′ 52″ N, 17° 49′ 08″ E) ;
- Skatvik (69° 09′ 42″ N, 17° 36′ 07″ E) ;
- Skrollsvika (69° 04′ 06″ N, 16° 50′ 23″ E) ;
- Solli (69° 11′ 59″ N, 17° 47′ 46″ E) ;
- Stonglandseidet (69° 05′ 07″ N, 17° 10′ 20″ E).
- Svanelvmoen (69° 15′ 24″ N, 17° 35′ 23″ E) ;
- Vangsvik (69° 10′ 14″ N, 17° 44′ 02″ E) ;
- Vesterfjell (69° 12′ 10″ N, 17° 40′ 25″ E).

### Tromsø
Localités de la kommune de Tromsø :
- Andersdal (69° 30′ 53″ N, 19° 00′ 27″ E) ;
- Åsland/Eidkjosen (69° 40′ 35″ N, 18° 46′ 06″ E) ;
- Bakkejord (69° 31′ 44″ N, 18° 17′ 30″ E) ;
- Breivikeidet (69° 39′ 22″ N, 19° 34′ 03″ E) ;
- Brennsholmen (69° 35′ 57″ N, 18° 02′ 24″ E) ;
- Buvik (69° 33′ 07″ N, 18° 07′ 17″ E) ;
- Ersfjordbotn (69° 41′ 30″ N, 18° 36′ 55″ E) ;
- Fagernes (69° 33′ 40″ N, 19° 11′ 04″ E) ;
- Futrikelv (69° 47′ 30″ N, 19° 01′ 35″ E) ;
- Grøtfjord (69° 46′ 42″ N, 18° 32′ 39″ E) ;
- Grøtnesdalen (69° 51′ 19″ N, 19° 38′ 18″ E) ;
- Håkøybotn (69° 37′ 51″ N, 18° 43′ 36″ E) ;
- Hella (69° 33′ 30″ N, 18° 43′ 36″ E) ;
- Hundbergan (69° 32′ 57″ N, 19° 01′ 43″ E) ;
- Indre Berg (69° 33′ 38″ N, 18° 57′ 03″ E) ;
- Jøvik (69° 36′ 15″ N, 19° 49′ 02″ E) ;
- Kaldfjord (69° 40′ 45″ N, 18° 44′ 20″ E) ;
- Kaldsletta (69° 37′ 00″ N, 18° 57′ 00″ E) ;
- Kårvik (69° 52′ 00″ N, 18° 56′ 00″ E) ;
- Kjosen (69° 41′ 11″ N, 18° 44′ 40″ E) ;
- Kraksletta (69° 31′ 20″ N, 18° 51′ 57″ E) ;
- Kristofferjorda (69° 32′ 32″ N, 19° 04′ 00″ E) ;
- Kroken (69° 41′ 02″ N, 19° 04′ 10″ E) ;
- Kvaløysletta (69° 41′ 44″ N, 18° 52′ 58″ E) ;
- Kvaløyvågen (69° 51′ 08″ N, 18° 49′ 10″ E) ;
- Lakselvbukt (69° 25′ 59″ N, 19° 38′ 49″ E) ;
- Larseng (69° 34′ 20″ N, 18° 46′ 25″ E) ;
- Lauksletta (69° 33′ 33″ N, 19° 05′ 35″ E) ;
- Laukvika (69° 50′ 04″ N, 18° 41′ 03″ E) ;
- Løksfjord (70° 01′ 48″ N, 18° 43′ 13″ E) ;
- Mjelde (69° 32′ 27″ N, 18° 26′ 10″ E) ;
- Mjølvik (70° 01′ 58″ N, 18° 33′ 34″ E) ;
- Movik (69° 42′ 41″ N, 19° 05′ 33″ E) ;
- Nordbotn (69° 39′ 16″ N, 18° 44′ 38″ E) ;
- Olderbakken (69° 34′ 54″ N, 19° 45′ 18″ E) ;
- Oldervik (69° 45′ 24″ N, 19° 40′ 33″ E) ;
- Ramfjordnes (69° 31′ 48″ N, 19° 00′ 29″ E) ;
- Rekvik (69° 44′ 11″ N, 18° 19′ 32″ E) ;
- Rornes (69° 33′ 17″ N, 19° 43′ 22″ E) ;
- Sandneshamn (69° 37′ 48″ N, 18° 10′ 10″ E) ;
- Sessøya (69° 44′ 00″ N, 18° 14′ 40″ E) ;
- Sjøvassbotn (69° 23′ 34″ N, 19° 26′ 03″ E) ;
- Sjursnes (69° 32′ 17″ N, 19° 38′ 20″ E) ;
- Skarmunken / Skárramohkki (69° 36′ 32″ N, 19° 42′ 49″ E) ;
- Skarsfjord (69° 58′ 02″ N, 18° 50′ 52″ E) ;
- Skittenelv (69° 46′ 36″ N, 19° 23′ 49″ E) ;
- Skjelnan (69° 41′ 55″ N, 19° 05′ 02″ E) ;
- Skogvika (70° 00′ 44″ N, 18° 44′ 29″ E) ;
- Skulsfjord (69° 48′ 03″ N, 18° 45′ 29″ E) ;
- Slåttnes (69° 34′ 55″ N, 18° 47′ 26″ E) ;
- Snarby (69° 47′ 57″ N, 19° 32′ 34″ E) ;
- Sommarøy (69° 37′ 59″ N, 18° 05′ 10″ E) ;
- Straumsbukta (69° 34′ 18″ N, 18° 39′ 12″ E) ;
- Tomasjorda/Lunheim (69° 40′ 00″ N, 19° 01′ 00″ E) ;
- Tønsvik (69° 44′ 51″ N, 19° 10′ 36″ E) ;
- Tromsdalen (69° 38′ 39″ N, 18° 59′ 57″ E) ;
- Tromvik (69° 46′ 43″ N, 18° 24′ 05″ E) ;
- Trondjorda (69° 50′ 28″ N, 18° 51′ 48″ E) ;
- Tussøy (69° 38′ 47″ N, 18° 06′ 49″ E) ;
- Vasstrand (69° 39′ 23″ N, 18° 14′ 12″ E) ;
- Vengsøy (69° 49′ 30″ N, 18° 31′ 06″ E) ;
- Vikran (69° 32′ 34″ N, 18° 46′ 15″ E) ;
- Vollstad (69° 24′ 01″ N, 19° 38′ 42″ E) ;